# サッカー両シチリア王国代表
サッカー両シチリア王国代表（サッカーりょうシチリアおうこくだいひょう）は、かつて南イタリアに存在した2つの王国（ナポリ王国，シチリア王国）が合併して出来た両シチリア王国に該当する地域のサッカーのナショナルチームである。両シチリア王国代表は、FIFA及び、UEFAに加盟していないため、ワールドカップ、UEFA欧州選手権に参加できない。
2008年に2009年のVIVAワールドカップに参戦するため、Guglielmo Di GreziaとAntonio Paganoが両シチリア王国代表チームを結成した（その後エントリー期限に間に合わず、2009年大会は不参加）。2009年4月30日には、パダーニャとダルフォ・ボアーリオ・テルメで初の親善試合を行った。この試合は0-0のままPK戦の末に2-3で敗れた。 
2010年1月にNF-Boardの暫定会員になり、同年7月のVIVAワールドカップより国際大会に参加した。この大会ではプロヴァンスに1-0で勝ち国際大会初勝利を上げたものの、クルディスタンに1-4、パダーニャに0-2、準決勝でオクシタニアに0-2と3連敗し、4位（6チーム中）で大会を終えた。

## VIVAワールドカップの成績
- 2009年 - 不参加
- 2010年 - 4位
- 2012年 - 不参加